# Ван Ваньбинь
Ван Ваньби́нь (кит. 王万宾; 1949, Янцюань, пров. Шаньси) — министр металлургической промышленности КНР в 1998—99 гг., член ЦК КПК с 2007 года.
Член КПК с 1974 года, член ЦК КПК 17—18 созывов.

## Биография
По национальности хань.
В 1996-98 гг. замминистра, в 1998-99 гг. парторг и министр металлургической промышленности. (Ошибка: последним министром металлургической промышленности КНР до упразднения министерства был Лю Ци.)
В 1999—2001 гг. зампред Госкомитета экономики и торговли.
В 2001—2004 гг. исполнительный вице-председатель Гуанси-Чжуанского АР, замглавы парткома регионального правительства и замглавы парткома АР.
В 2004—2005 гг. исполнительный замглавы парткома пров. Ляонин и ректор провинциальной партшколы.
В 2005—2013 гг. замответсекретаря ПК ВСНП.
Стоит отметить, что председателем Госкомитета экономики и торговли в 1998—2001 гг. являлся Шэн Хуажэнь, зампред и ответсекретарь ПК ВСНП 10 созыва в 2003—2008 годах.